# Hevelius (Mondkrater)

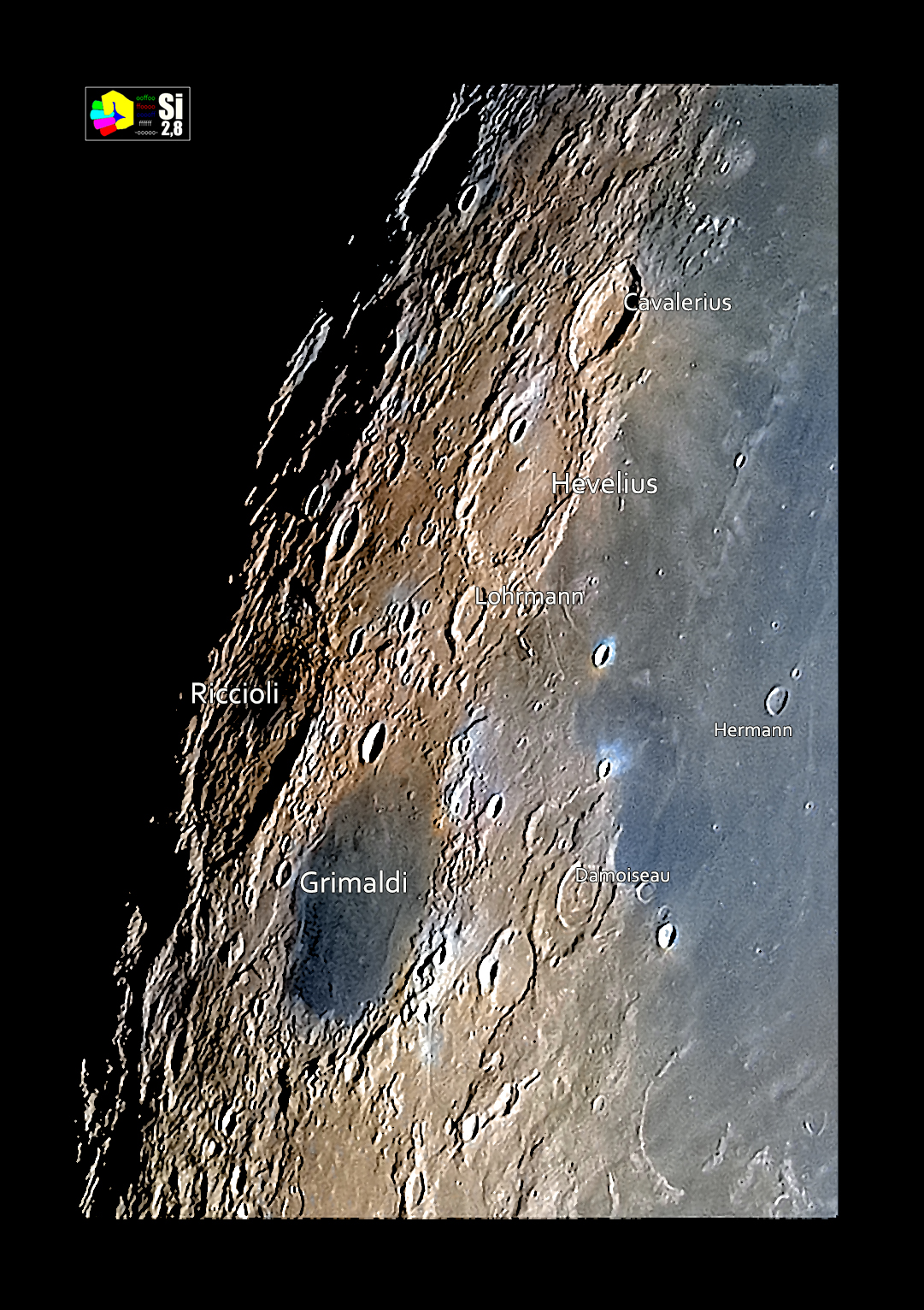
Hevelius crater zone

Hevelius ist ein Einschlagkrater am westlichen Rand der Mondvorderseite, am westlichen Rand des Oceanus Procellarum, südlich des Kraters Cavalerius.
Der Kraterrand von Hevelius ist sehr stark erodiert und im Norden und Süden teilweise eingeebnet, dass Innere ist von einem System von Bruchrillen durchzogen, den Rimae Hevelius.
| Buchstabe | Position          | Durchmesser | Link |
| --------- | ----------------- | ----------- | ---- |
| A         | 2,85° N, 68,22° W | 14 km       |      |
| B         | 1,36° N, 68,95° W | 14 km       |      |
| D         | 3,03° N, 60,9° W  | 8 km        |      |
| E         | 2,92° N, 65,76° W | 9 km        |      |
| J         | 0,81° N, 69,86° W | 13 km       |      |
| K         | 1,57° N, 70,07° W | 6 km        |      |
| L         | 2,03° N, 70,46° W | 7 km        |      |

Der Krater wurde 1935 von der IAU nach dem Astronomen Johannes Hevelius offiziell benannt.